# Тороро
Тороро е град в източната част на Уганда, близо до границата с Кения. Градът е важен транспортен и търговски център, в областта има летище и множество железопътни линии и първокласни асфалтови пътища. Населението е 47 729 души след преброяване от 2005 година, като повечето от тях са католици. В скалите до града има древни хиндуистки храмове.